# Reischen
Reischen (rätoromanisch Reschen) ist eine Ortschaft und eine ehemalige Gemeinde in der politischen Gemeinde Zillis-Reischen in der Region Viamala im schweizerischen Kanton Graubünden. 
Die Gemeinde fusionierte am 1. Januar 1875 mit der Gemeinde Zillis zur Gemeinde Zillis-Reischen.

## Geographie

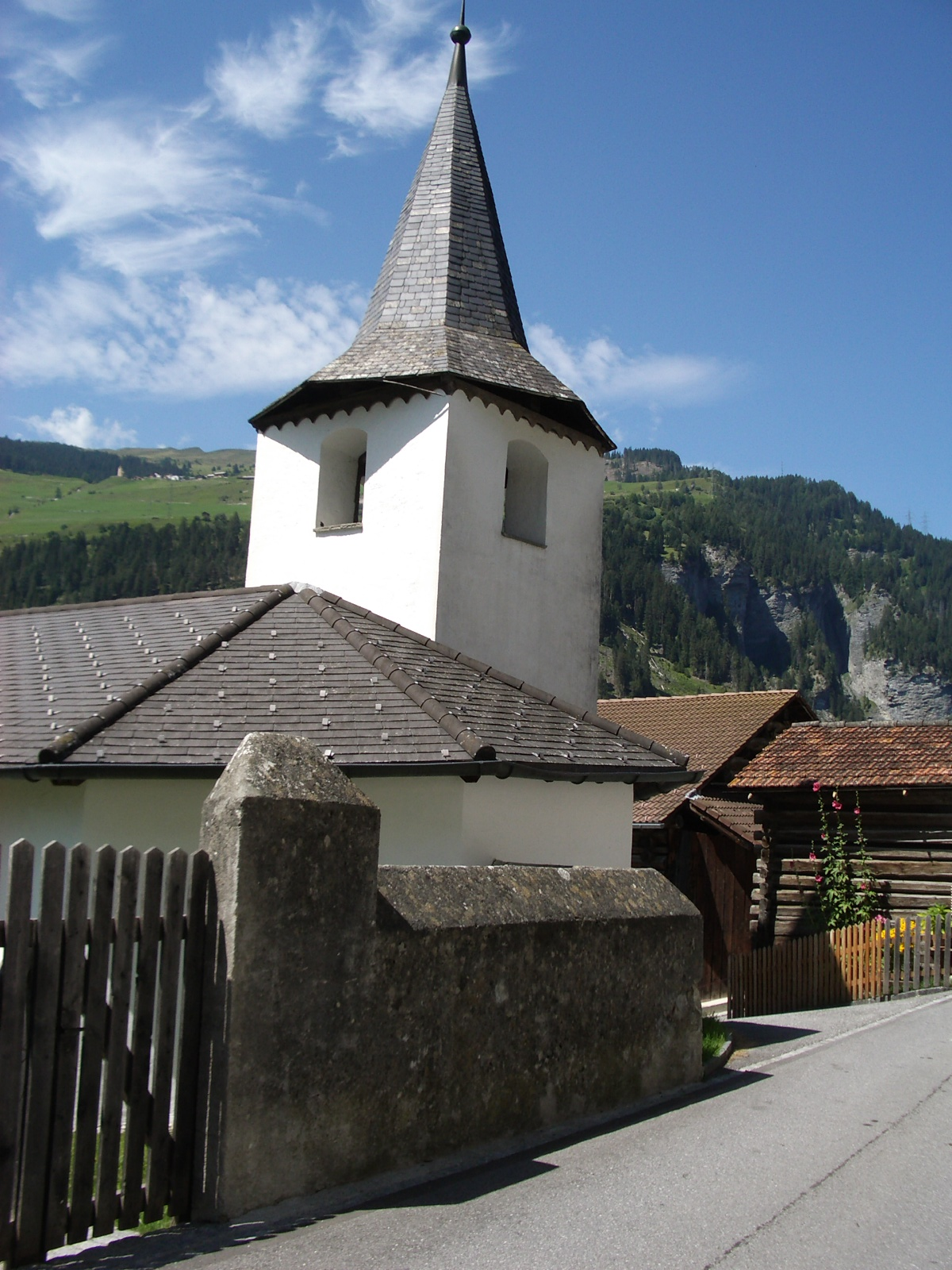
Reformierte Kirche Reischen

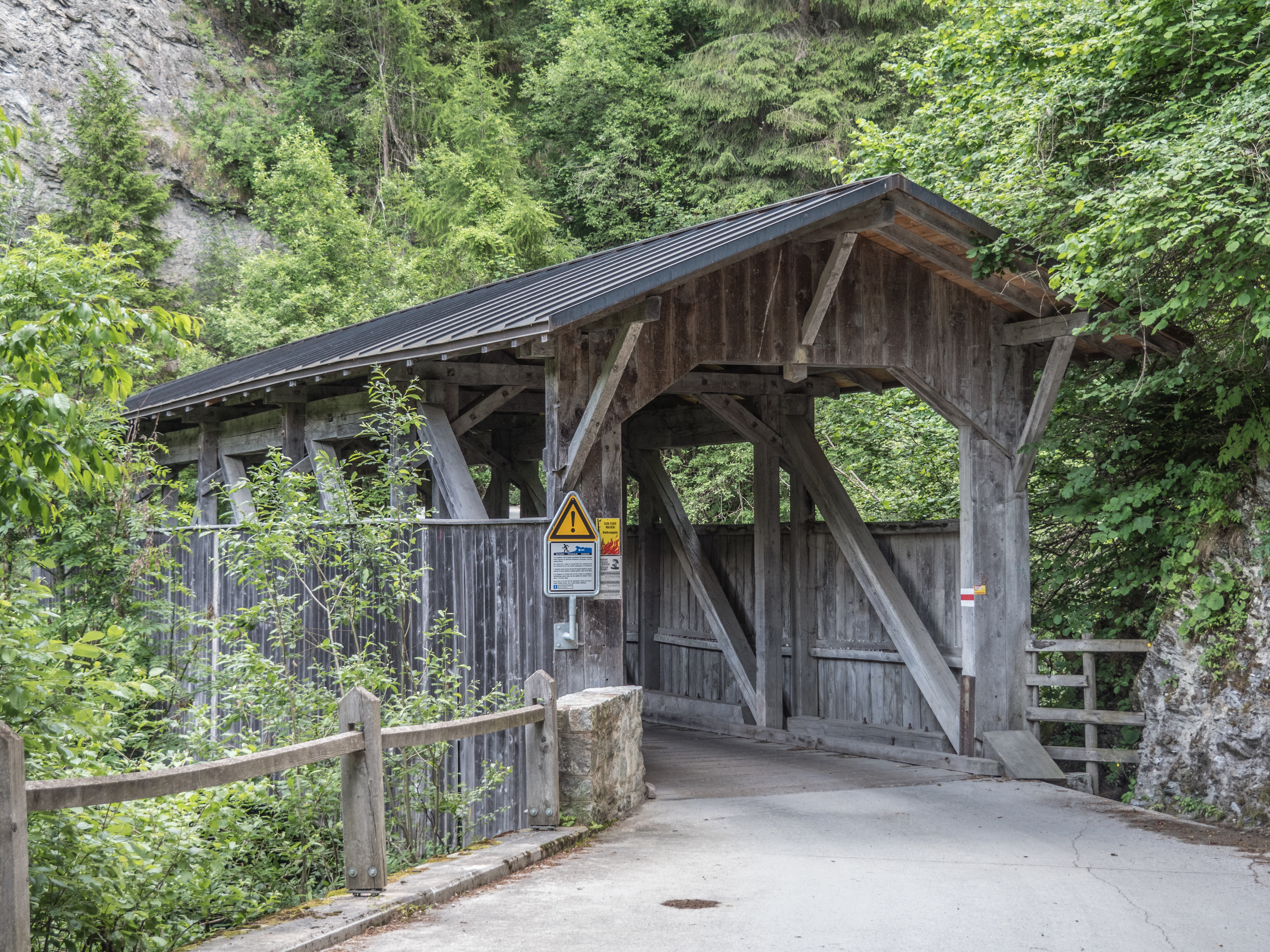
Gedeckte Holzbrücke über den Ual da Reschen in Reischen

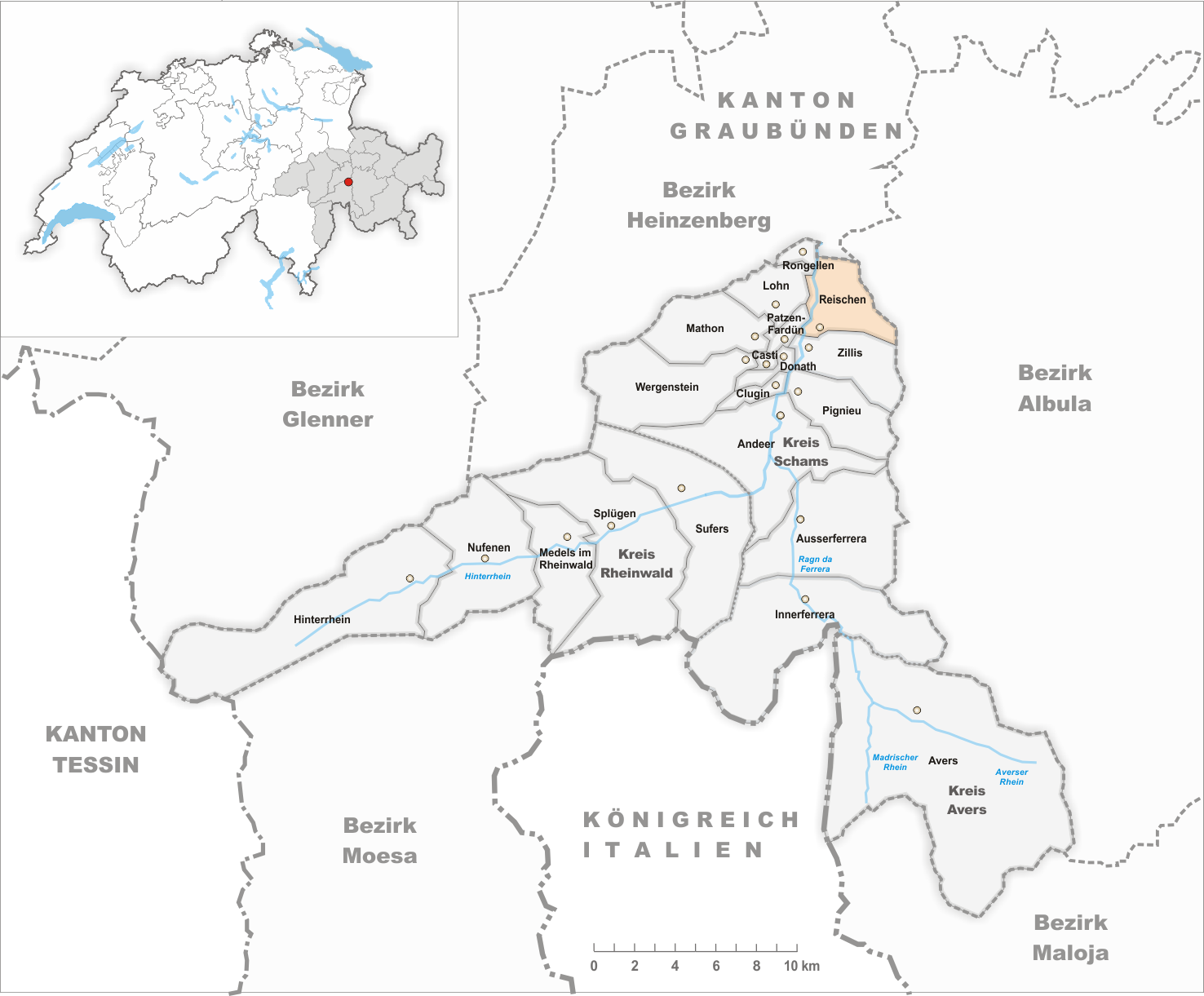
Gemeindestand vor der Fusion am 1. Januar 1875

Das oberhalb von Zillis auf 1017 m ü. M. gelegene Reischen liegt am Westabhang des Curvér Pintg da Taspegn (2731 m). Das östlich des Hinterrheins gelegene Strassendorf gehört zum Schams. Nördlich von Reischen fliesst der Ual da Reschen vorbei und ergiesst sich in den Hinterrhein.

## Geschichte
Das Churrätische Reichsgutsurbar um 840 nennt eine ecclesia in Solonio nördlich von Reischen. Der Ort wurde als 1219 de Rexeno urkundlich erwähnt. Die Burganlagen Haselstein und La Tur sowie diejenige im Dorf entstanden wahrscheinlich im Zusammenhang mit dem Transitweg, der Reischen bis ins Spätmittelalter berührte. Die Reformation erfolgte 1530 bis 1535, die Kirche, eine Filiale von Zillis, stammt von 1709. Bis 1851 war Reischen eine Nachbarschaft der Gerichtsgemeinde Schams und bildete mit Zillis und Rongellen ein kleines Gericht. Die Einwohner betrieben vor allem Viehwirtschaft und erzielten bis ins 19. Jahrhundert Einkünfte aus dem Bergbau. 1851 bis 1875 war Reischen eine selbstständige Gemeinde. Während des Zweiten Weltkriegs wurde in Reischen die Sperrstelle Reischen/Via Mala erstellt, um den Zugang zur Engnis der Viamala zu sperren.

## Bevölkerung
| Jahr      | 1835 | 1850 | 1860 |
| --------- | ---- | ---- | ---- |
| Einwohner | 83   | 86   | 66   |